# 輪之内町役場
輪之内町役場（わのうちちょうやくば）は、地方公共団体である岐阜県安八郡輪之内町の組織が入る施設（役場）。

## 概要
- 現在の庁舎は2代目である。1983年（昭和58年）10月26日起工、1984年（昭和59年）9月に完成。同年10月3日に町制30周年記念式典とともに落成式を行った[1][2]。
- 建物は輪之内町コミュニティ防災センターを併設する。
- 組織の一部（教育課）は、輪之内町プラネットプラザにある。
- 初代の庁舎（木造）は、輪之内町発足時の年の1954年（昭和29年）4月23日に上棟式を行い、同年5月30日に完成。同年6月6日に落成式を行った[3]。跡地は輪之内体育センターとなっている。

## 業務時間
- 月曜日から金曜日の8時30分から17時15分（土曜日・日曜日・祝日・年末年始を除く）

## 業務内容
3階
- 議会事務局
- 議場

2階
- 災害対策本部室

1階
- 総務課
- 福祉課
- 住民課
- 税務課
- 危機管理課
- 建設課
- 経営戦略課
- 産業課
- 土地改良課
- 会計室
- 秘書広報室

## 交通アクセス
- 名阪近鉄バス「輪之内文化会館」バス停より徒歩約3分。
  - 大垣駅（大垣駅前バスのりば）より輪之内線「輪之内文化会館」行き。
  - 岐阜羽島駅より輪之内羽島線「輪之内文化会館」行き。
- 輪之内町コミュニティバス南北線「輪之内町役場西口」バス停より徒歩約5分。